# Lijst van zwemrecords 50 meter rugslag vrouwen
Dit is een overzicht van de verschillende zwemrecords op de 50 meter rugslag bij de vrouwen, onderverdeeld in de langebaan (50 meter) en de kortebaan (25 meter). Het is geen olympisch nummer.

## Langebaan (50 meter)

### Ontwikkeling wereldrecord
| Nr. | Naam                   | Land             | Tijd  | Datum            | Plaats    |
| --- | ---------------------- | ---------------- | ----- | ---------------- | --------- |
|     | Kaylee McKeown         | Australië        | 26,86 | 20 oktober 2023  | Boedapest |
|     | Xiang Liu              | China            | 26,98 | 21 augustus 2018 | Jakarta   |
|     | Zhao Jing              | China            | 27,06 | 30 juli 2009     | Rome      |
|     | Anastasia Zoejeva      | Rusland          | 27,38 | 29 juli 2009     | Rome      |
|     | Daniela Samulski       | Duitsland        | 27,39 | 29 juli 2009     | Rome      |
|     | Daniela Samulski       | Duitsland        | 27,61 | 26 juni 2009     | Berlijn   |
|     | Zhao Jing              | China            | 27,67 | 9 april 2009     | Shaoxing  |
|     | Sophie Edington        | Australië        | 27,67 | 23 maart 2008    | Sydney    |
|     | Emily Seebohm          | Australië        | 27,95 | 22 maart 2008    | Sydney    |
|     | Hayley McGregory       | Verenigde Staten | 28,00 | 7 maart 2008     | Austin    |
|     | Li Yang                | China            | 28,09 | 19 oktober 2007  | Hyderabad |
|     | Leila Vaziri           | Verenigde Staten | 28,16 | 29 maart 2007    | Melbourne |
|     | Leila Vaziri           | Verenigde Staten | 28,16 | 28 maart 2007    | Melbourne |
|     | Aleksandra Gerasimenia | Wit-Rusland      | 28,19 | 31 mei 2006      | Minsk     |
|     | Janine Pietsch         | Duitsland        | 28,19 | 25 mei 2005      | Berlijn   |
|     | Sandra Völker          | Duitsland        | 28,25 | 17 juni 2000     | Berlijn   |
|     | Mai Nakamura           | Japan            | 28,67 | 23 april 2000    | Tokio     |
|     | Nina Zjivanevskaja     | Spanje           | 28,69 | 8 april 2000     | Madrid    |
|     | Sandra Völker          | Duitsland        | 28,71 | 1 augustus 1999  | Istanboel |
|     | Sandra Völker          | Duitsland        | 28,78 | 12 juni 1999     | Monaco    |

### OntwikkelingEuropeesrecord
| Nr. | Naam                   | Land                           | Tijd  | Datum             | Plaats       |
| --- | ---------------------- | ------------------------------ | ----- | ----------------- | ------------ |
|     | Kira Toussaint         | Nederland                      | 27,18 | 10 april 2021     | Eindhoven    |
|     | Georgia Davies         | Verenigd Koninkrijk            | 27,21 | 4 augustus 2018   | Glasgow      |
|     | Aleksandra Gerasimenia | Wit-Rusland                    | 27,23 | 27 juli 2017      | Boedapest    |
|     | Daniela Samulski       | Duitsland                      | 27,23 | 30 juli 2009      | Rome         |
|     | Anastasia Zoejeva      | Rusland                        | 27,38 | 29 juli 2009      | Rome         |
|     | Daniela Samulski       | Duitsland                      | 27,39 | 29 juli 2009      | Rome         |
|     | Daniela Samulski       | Duitsland                      | 27,61 | 26 juni 2009      | Berlijn      |
|     | Sanja Jovanović        | Kroatië                        | 28,05 | 21 juni 2008      | Zagreb       |
|     | Anastasia Zoejeva      | Rusland                        | 28,05 | 23 maart 2008     | Eindhoven    |
|     | Nina Zjivanevskaja     | Spanje                         | 28,13 | 22 maart 2008     | Eindhoven    |
|     | Sanja Jovanović        | Kroatië                        | 28,17 | 22 maart 2008     | Eindhoven    |
|     | Aleksandra Gerasimenia | Wit-Rusland                    | 28,19 | 31 mei 2006       | Minsk        |
|     | Janine Pietsch         | Duitsland                      | 28,19 | 25 mei 2005       | Berlijn      |
|     | Sandra Völker          | Duitsland                      | 28,25 | 17 juni 2000      | Berlijn      |
|     | Nina Zjivanevskaja     | Spanje                         | 28,69 | 8 april 2000      | Madrid       |
|     | Sandra Völker          | Duitsland                      | 28,71 | 1 augustus 1999   | Istanboel    |
|     | Sandra Völker          | Duitsland                      | 28,78 | 12 juni 1999      | Monaco       |
|     | Sandra Völker          | Duitsland                      | 28,90 | 12 juni 1999      | Monaco       |
|     | Sandra Völker          | Duitsland                      | 29,00 | 22 mei 1997       | Monaco       |
|     | Kristin Otto           | Duitse Democratische Republiek | 29,12 | 22 september 1988 | Seoel        |
|     | Birte Weigang          | Duitse Democratische Republiek | 29,16 | 18 december 1983  | Oost-Berlijn |
|     | Birte Weigang          | Duitse Democratische Republiek | 29,59 | 18 december 1983  | Oost-Berlijn |
|     | Ina Kleber             | Duitse Democratische Republiek | 29,67 | 22 december 1982  | Oost-Berlijn |

- Bijgewerkt tot en met 10 april 2021

### OntwikkelingNederlandsrecord
| Nr. | Naam                  | Club                | Tijd  | Datum            | Plaats       |
| --- | --------------------- | ------------------- | ----- | ---------------- | ------------ |
|     | Kira Toussaint        | De Dolfijn          | 27,18 | 10 april 2021    | Eindhoven    |
|     | Kira Toussaint        | De Dolfijn          | 27,37 | 4 december 2020  | Rotterdam    |
|     | Kira Toussaint        | De Dolfijn          | 27,49 | 11 oktober 2019  | Berlijn      |
|     | Kira Toussaint        | De Dolfijn          | 27,68 | 4 oktober 2019   | Boedapest    |
|     | Hinkelien Schreuder   | Eiffel Swimmers PSV | 27,77 | 29 juli 2009     | Rome         |
|     | Hinkelien Schreuder   | Eiffel Swimmers PSV | 28,18 | 16 april 2009    | Amsterdam    |
|     | Ranomi Kromowidjojo   | Eiffel Swimmers PSV | 28,70 | 5 december 2008  | Eindhoven    |
|     | Hinkelien Schreuder   | Eiffel Swimmers PSV | 28,86 | 23 maart 2008    | Eindhoven    |
|     | Hinkelien Schreuder   | PSV                 | 28,93 | 21 april 2006    | Eindhoven    |
|     | Hinkelien Schreuder   | PSV                 | 28,94 | 23 april 2005    | Amsterdam    |
|     | Hinkelien Schreuder   | De Whee             | 28,99 | 24 juli 2001     | Fukuoka      |
|     | Hinkelien Schreuder   | De Whee             | 29,22 | 23 juli 2001     | Fukuoka      |
|     | Hinkelien Schreuder   | De Whee             | 29,29 | 23 juli 2001     | Fukuoka      |
|     | Suze Valen            | AZ&PC/Anova         | 29,57 | 22 juni 1997     | Eindhoven    |
|     | Brenda Starink        | VZC/Vlaardingen     | 29,68 | 9 juni 1996      | Drachten     |
|     | Brenda Starink        | VZC/Vlaardingen     | 29,85 | 26 mei 1996      | Monaco       |
|     | Brenda Starink        | VZC/Vlaardingen     | 29,92 | 25 mei 1996      | Monaco       |
|     | Ellen Elzerman        | De Dolfijn          | 30,01 | 18 april 1992    | Edinburgh    |
|     | Jolanda de Rover      | DJK                 | 30,17 | 31 juli 1984     | Los Angeles  |
|     | Brigitte van der Lans | HPC                 | 30,62 | 29 januari 1984  | Amersfoort   |
|     | Monique Bosga         | Zwemlust/den Hommel | 30,67 | 22 augustus 1978 | West-Berlijn |
|     | Diane Edelijn         | VZC/Vlaardingen     | 30,98 | 20 augustus 1977 | Jönköping    |
|     | Enith Brigitha        | Het Y               | 31,33 | 20 juli 1976     | Montréal     |
|     | Enith Brigitha        | Het Y               | 31,42 | 2 september 1972 | München      |
|     | Enith Brigitha        | Het Y               | 31,92 | 1 september 1972 | München      |
|     | Marjan Vermaat        | VZC/Vlaardingen     | 32,83 | 1 september 1972 | München      |

- Bijgewerkt tot en met 10 april 2021

## Kortebaan (25 meter)

### Ontwikkeling wereldrecord
| Nr. | Naam             | Land             | Tijd  | Datum            | Plaats       |
| --- | ---------------- | ---------------- | ----- | ---------------- | ------------ |
|     | Regan Smith      | Verenigde Staten | 25,23 | 13 december 2024 | Boedapest    |
|     | Margaret MacNeil | Canada           | 25,25 | 16 december 2022 | Melbourne    |
|     | Margaret MacNeil | Canada           | 25,27 | 20 december 2021 | Abu Dhabi    |
|     | Kira Toussaint   | Nederland        | 25,60 | 14 november 2020 | Boedapest    |
|     | Etiene Medeiros  | Brazilië         | 25,67 | 7 december 2014  | Doha         |
|     | Sanja Jovanović  | Kroatië          | 25,70 | 12 december 2009 | Istanboel    |
|     | Zhao Jing        | China            | 25,82 | 10 november 2009 | Stockholm    |
|     | Zhao Jing        | China            | 26,08 | 10 november 2009 | Stockholm    |
|     | Marieke Guehrer  | Australië        | 26,17 | 6 november 2009  | Moskou       |
|     | Sanja Jovanović  | Kroatië          | 26,23 | 13 december 2008 | Rijeka       |
|     | Sanja Jovanović  | Kroatië          | 26,37 | 13 april 2008    | Manchester   |
|     | Sanja Jovanović  | Kroatië          | 26,50 | 15 december 2007 | Debrecen     |
|     | Hui Li           | China            | 26,83 | 2 december 2001  | Shanghai     |
|     | Haley Cope       | Verenigde Staten | 27,25 | 17 maart 2000    | Indianapolis |
|     | Sandra Völker    | Duitsland        | 27,27 | 13 december 1998 | Sheffield    |

- FINA erkent wereldrecords op de 50 meter rugslag kortebaan sinds 31 augustus 1994.

### OntwikkelingEuropeesrecord
| Nr. | Naam               | Land           | Tijd  | Datum            | Plaats        |
| --- | ------------------ | -------------- | ----- | ---------------- | ------------- |
|     | Kira Toussaint     | Nederland      | 25,60 | 14 november 2020 | Boedapest     |
|     | Sanja Jovanović    | Kroatië        | 25,70 | 12 december 2009 | Istanboel     |
|     | Sanja Jovanović    | Kroatië        | 26,23 | 13 december 2008 | Rijeka        |
|     | Sanja Jovanović    | Kroatië        | 26,37 | 13 april 2008    | Manchester    |
|     | Sanja Jovanović    | Kroatië        | 26,50 | 15 december 2007 | Debrecen      |
|     | Sanja Jovanović    | Kroatië        | 26,91 | 24 november 2007 | Zagreb        |
|     | Janine Pietsch     | Duitsland      | 26,92 | 24 november 2007 | Essen         |
|     | Antje Buschschulte | Duitsland      | 26,94 | 17 november 2007 | Berlijn       |
|     | Janine Pietsch     | Duitsland      | 27,00 | 9 april 2006     | Shanghai      |
|     | Ilona Hlavácková   | Tsjechië       | 27,06 | 15 december 2001 | Antwerpen     |
|     | Sandra Völker      | Duitsland      | 27,27 | 13 december 1998 | Sheffield     |
|     | Sandra Völker      | Duitsland      | 27,67 | 11 februari 1995 | Sheffield     |
|     | Sandra Völker      | Duitsland      | 27,77 | 4 februari 1995  | Parijs        |
|     | Sandra Völker      | Duitsland      | 27,86 | 3 januari 1995   | Hongkong      |
|     | Sandra Völker      | Duitsland      | 27,94 | 19 maart 1994    | Gelsenkirchen |
|     | Sandra Völker      | Duitsland      | 28,26 | 13 november 1993 | Gateshead     |
|     | Sandra Völker      | Duitsland      | 28,33 | 15 februari 1993 | Sheffield     |
|     | Sandra Völker      | Duitsland      | 28,57 | 22 november 1992 | Espoo         |
|     | Sandra Völker      | Duitsland      | 28,59 | 8 december 1991  | Gelsenkirchen |
|     | Sandra Völker      | Duitsland      | 28,68 | 7 december 1991  | Gelsenkirchen |
|     | Svenja Schlicht    | West-Duitsland | 28,91 | 8 februari 1987  | Bonn          |

### OntwikkelingNederlandsrecord
| Nr. | Naam                 | Club                | Tijd    | Datum             | Plaats            |
| --- | -------------------- | ------------------- | ------- | ----------------- | ----------------- |
|     | Kira Toussaint       | De Dolfijn          | 25,60   | 14 november 2020  | Boedapest         |
|     | Kira Toussaint       | De Dolfijn          | 25,75   | 7 december 2019   | Glasgow           |
|     | Kira Toussaint       | De Dolfijn          | 25,79   | 20 oktober 2019   | Amsterdam         |
|     | Kira Toussaint       | De Dolfijn          | 26,04   | 15 november 2018  | Singapore         |
|     | Ranomi Kromowidjojo  | Eiffel Swimmers PSV | 26,10   | 28 september 2018 | Eindhoven         |
|     | Kira Toussaint       | De Dolfijn          | 26,24   | 6 augustus 2017   | Berlijn           |
|     | Hinkelien Schreuder  | Eiffel Swimmers PSV | 26,32   | 12 december 2009  | Istanbul          |
|     | Hinkelien Schreuder  | Eiffel Swimmers PSV | 26,78   | 13 december 2008  | Rijeka            |
|     | Hinkelien Schreuder  | Eiffel Swimmers PSV | 27,08   | 13 december 2008  | Rijeka            |
|     | Hinkelien Schreuder  | Eiffel Swimmers PSV | 27,37   | 13 december 2008  | Rijeka            |
|     | Hinkelien Schreuder  | Eiffel Swimmers PSV | 27,69   | 8 november 2008   | Stavanger         |
|     | Hinkelien Schreuder  | Eiffel Swimmers PSV | 27,71   | 21 juni 2008      | Alkmaar           |
|     | Hinkelien Schreuder  | PSV                 | 27,77   | 10 december 2005  | Triëst            |
|     | Hinkelien Schreuder  | PSV                 | 27,90   | 10 december 2005  | Triëst            |
|     | Hinkelien Schreuder  | PSV                 | 27,99   | 10 december 2005  | Triëst            |
|     | Hinkelien Schreuder  | PSV                 | 27,99   | 11 december 2004  | Wenen             |
|     | Hinkelien Schreuder  | PSV                 | 28,15   | 11 december 2004  | Wenen             |
|     | Hinkelien Schreuder  | PSV                 | 28,32   | 11 december 2004  | Wenen             |
|     | Hinkelien Schreuder  | PSV                 | 28,32   | 30 oktober 2004   | Aken              |
|     | Suze Valen           | AZ&PC               | 28,36   | 6 april 2002      | Moskou            |
|     | Suze Valen           | AZ&PC               | 28,38   | 15 december 2001  | Antwerpen         |
|     | Suze Valen           | AZ&PC               | 28,43   | 16 december 2000  | Valencia          |
|     | Suze Valen           | AZ&PC               | 28,66   | 16 december 2000  | Valencia          |
|     | Suze Valen           | AZ&PC/Anova         | 28,66   | 15 december 1996  | Rostock           |
|     | Suze Valen           | AZ&PC/Anova         | 28,74   | 15 december 1996  | Rostock           |
|     | Suze Valen           | AZ&PC/Anova         | 28,98   | 15 december 1996  | Rostock           |
|     | Suze Valen           | AZ&PC/Anova         | 29,19   | 23 maart 1996     | Dordrecht         |
|     | Inge de Bruijn       | Nautilus            | 29,35   | 6 maart 1993      | Dordrecht         |
|     | Ellen Elzerman       | De Dolfijn          | 29,38   | 29 februari 1992  | Palma de Mallorca |
|     | Ellen Elzerman       | B & O Torpedo       | 29,47   | 10 februari 1990  | Bonn              |
|     | Annemarie Verstappen | Die Heygrave        | 29,53   | 7 februari 1987   | Bonn              |
|     | Annemarie Verstappen | Die Heygrave        | 30,02   | 6 februari 1987   | Bonn              |
|     | Jolanda de Rover     | De Dolfijn          | 30,05   | 8 februari 1986   | Bonn              |
|     | Jolanda de Rover     | DJK                 | 30,17 1 | 31 juli 1984      | Los Angeles       |
|     | Jolanda de Rover     | DJK                 | 30,50   | 5 maart 1983      | Hengelo           |
|     | Monique Bosga        | Zwemlust/den Hommel | 30,67 1 | 22 augustus 1978  | West-Berlijn      |
|     | Diane Edelijn        | VZC/Vlaardingen     | 30,98 1 | 20 augustus 1977  | Jönköping         |
|     | Enith Brigitha       | Het Y               | 31,33 1 | 20 juli 1976      | Montréal          |
|     | Enith Brigitha       | Het Y               | 31,42 1 | 2 september 1972  | München           |
|     | Marjan Vermaat       | VZC/Vlaardingen     | 31,80   | 9 april 1972      | Den Haag          |

1 = Gezwommen op langebaan. Indien tijd op langebaan sneller is dan tijd op kortebaan dan geldt de eerste als officieel record.